# ریپابلیک ایرلاینز
ریپابلیک ایرلاینز (به انگلیسی: Republic Airlines) یک شرکت هواپیمایی با کد یاتا YX است که در تاریخ ۱۹۹۸ میلادی تأسیس شده است.
دفتر مرکزی ریپابلیک ایرلاینز در ایندیاناپولیس واقع شده‌است.